# ألان فينكل
ألان فينكل (بالإنجليزية: Alan Finkel)‏ هو مهندس أسترالي، ولد في 17 يناير 1953.